# Stella van Gils
Pour les articles homonymes, voir van Gils.
Stella Dianne van Gils est une joueuse néerlandaise de hockey sur gazon née le 4 août 1999 aux Pays-Bas. Elle a remporté avec l'équipe des Pays-Bas la médaille d'or du tournoi féminin aux Jeux olympiques d'été de 2020 à Tokyo.